# Rupsje Nooitgenoeg

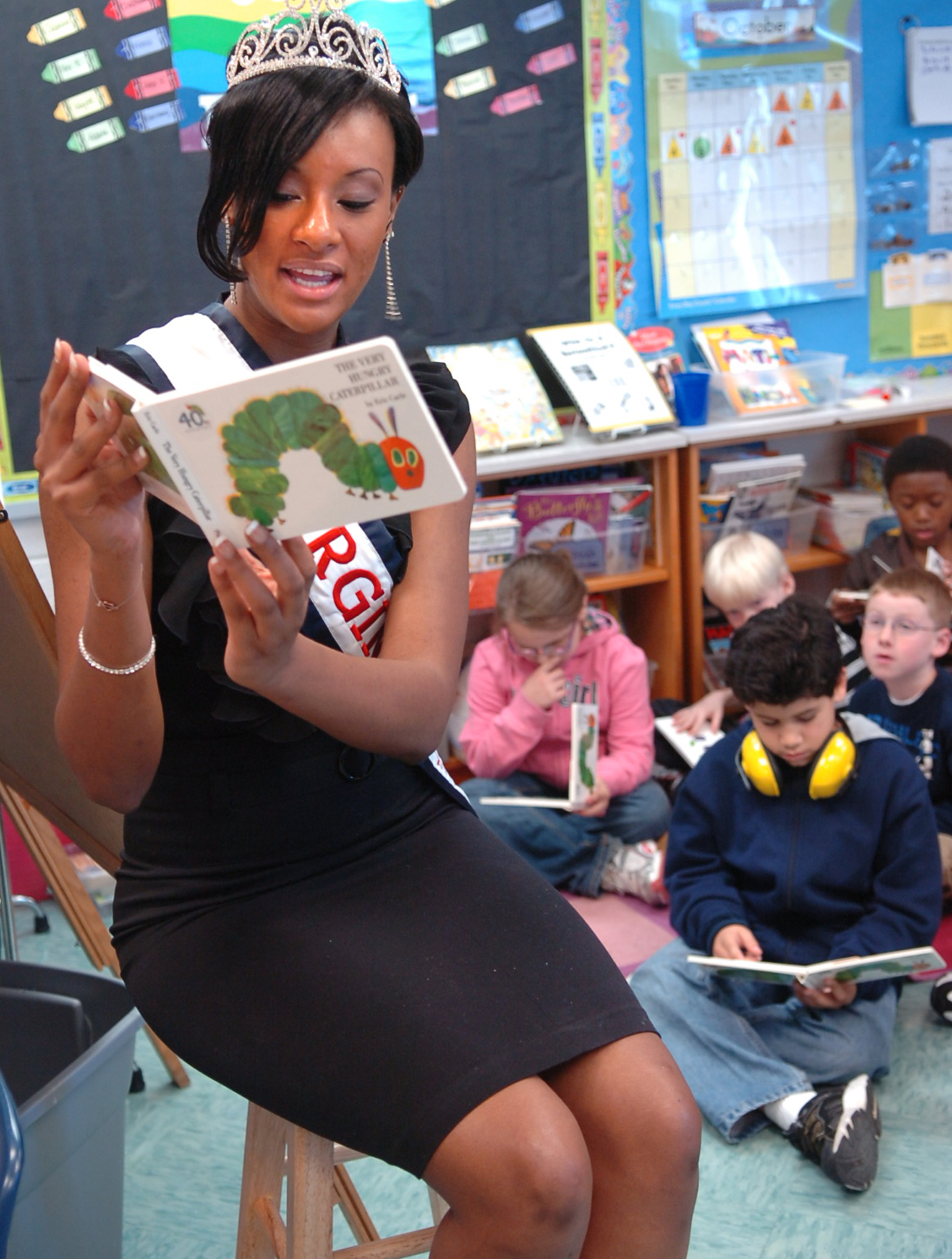
Voorlezing op een basisschool in de Verenigde Staten

Rupsje Nooitgenoeg (oorspronkelijke titel: The Very Hungry Caterpillar) is een prentenboek voor kleuters, geschreven en geïllustreerd door Eric Carle. Het gaat over een gelijknamig rupsje dat altijd honger heeft. Gedurende het grootste deel van het boek is het rupsje aan het eten, tot het rupsje zich aan het eind van het boek ontpopt tot een prachtige vlinder.
Het boek werd voor het eerst gepubliceerd in 1969. Het bleek erg populair en werd geprezen door de eenvoudige woordkeus, die het mogelijk maakt om jonge kinderen te leren lezen. Het verhaal is vertaald in meer dan vijftig talen. In 1971 werd het boek vertaald in het Nederlands. De originele, Engelstalige versie van het boek bevat 225 woorden en grote, kleurrijke afbeeldingen. In het verhaal wordt een rups gevolgd, die zich door een bonte verzameling objecten heen eet, zoals ijsjes, salami, watermeloen en een lolly, voordat hij zich uiteindelijk ontpopt tot een vlinder. Het gaat over de levenscyclus van een vlinder, leert kinderen tot vijf tellen, behandelt de dagen van de week en verschillende soorten voedsel. 
In verschillende landen werd het verhaal aangepast aan de heersende ideologische omstandigheden. Zo werd het bijvoorbeeld in de DDR gebruikt als antikapitalistische propaganda.
Oorspronkelijk zou het verhaal de titel A Week with Willi Worm  krijgen, met een boekenwurm genaamd Willi. De uitgever van Carle adviseerde de schrijver echter om het verhaal een iets andere wending te geven, omdat een groene worm als hoofdpersoon de lezer niet sterk zou aanspreken.
In 2006 werd het boek omgezet in Nederlands brailleschrift. Van de opbrengst van de verkoop van deze brailleversie worden blinden en slechtzienden in India geholpen.

## Trivia
- De PvdA'er Ad Melkert werd, toen hij in het Eerste Kabinet-Kok minister van Sociale Zaken en Werkgelegenheid was, door VVD-fractievoorzitter Frits Bolkestein met de bijnaam Rupsje Nooitgenoeg betiteld omdat hij volgens Bolkestein altijd maar een hoger budget wilde hebben.[4]
- George W. Bush noemde dit boek toen gevraagd wat zijn favoriete kinderboek was. Rupsje Nooitgenoeg kwam echter uit toen Bush drieëntwintig was. Zijn medewerkers stelden nadien dat hij de vraag verkeerd begrepen had. De president las voor uit dit boek tijdens campagnetochten. Het incident begon zijn eigen leven te leiden.